# Eutrogia excisa
Eutrogia excisa är en fjärilsart som beskrevs av George Francis Hampson 1897. Eutrogia excisa ingår i släktet Eutrogia och familjen nattflyn. Inga underarter finns listade i Catalogue of Life.